# Lenoxus
Genre
Lenoxus est un genre de mammifères de l'ordre des rongeurs et de la famille des Cricétidés.

## Liste des espèces
- Lenoxus apicalis (J. A. Allen, 1900)